# Levindo Eduardo Coelho
Levindo Eduardo Coelho (Catas Altas da Noruega, 13 de outubro de 1871 — Ubá, 6 de junho de 1961) foi um político brasileiro, médico, professor, jornalista e fazendeiro. Era filho de Antônio Coelho e de Maria Antônia Coelho. Formou-se em Farmácia em Ouro Preto, vindo a ser em 1902 catedrático, formou-se depois em Medicina na Faculdade da Bahia.

## Vida e carreira
Levindo nasceu na freguesia de Catas Altas da Noruega, que na época pertencia a Conselheiro Lafaiete. Casou-se com Antonina Gonçalves Coelho, com quem teve quatorze filhos. Um de seus filhos Levindo Ozanam Coelho foi governador do Estado de Minas Gerais. Exerceu a medicina e farmácia em Ubá. Apoiando a política de Raul Soares de Moura liderou em Ubá a "campanha civilista de 1910". foi verador e senador estadual entre 1915 e 1930. Por cinco vezes foi agente executivo do município de Ubá e, em 1926, foi vice-presidente do Senado Mineiro.
Eleito deputado federal em 1930, assumiu a Secretaria da Educação e Saúde Pública do Estado no governo Olegário Maciel, em 1933. Eleito constituinte nacional de 1934, com o advento do Estado Novo é nomeado, por Benedito Valadares, em 1937, prefeito de Ubá, permanecendo no cargo até 1946.
Elegeu-se senador constituinte em 1946, por Minas Gerais, para se afastar da atividade político-partidária em 1955, aos 84 anos de idade. Nesta época foi integrar o conselho de administração do Banco Hipotecário e Agrícola de Minas Gerais. Publicou uma autobiografia.
Além de Levindo Ozanam Coelho, outro filho seu Eduardo Levindo Coelho atuou na administração pública estadual exercendo cargos de secretário de Estado e, um neto, Saulo Coelho, elegeu-se deputado federal.
Em Ubá, foi jornalista e fundou Movimento, um seminário católico, que tinha grande penetração na Zona da Mata. Dirigiu a Folha do Povo, órgão oficial do PRM na cidade. Também foi membro da Associação de Imprensa. Fundou instituições de caridade e trabalhou com o intuito de acolher freiras do Sacré-Couer de Marie, quando estas foram expulsas de Portugal. Faleceu na cidade em 6 de junho de 1961.

Era casado com Antonia Gonçalves Coelho, com quem teve 13 filhos, um deles Ozanam Coelho, que foi deputado federal em duas oportunidades, vice-governador e governador pelo estado de Minas Gerais. Seu neto, Saulo, foi deputado federal de 1988 a 1995.